# Szédülés (film, 1958)
A Szédülés (eredeti cím: Vertigo) 1958-ban készült színes (Technicolor) amerikai thriller Alfred Hitchcock rendezésében. Bemutatása idején a Szédülés nem aratott osztatlan sikert a nézők és a kritikusok körében. A bravúrosnak számító technikai újítások ellenére a közönség nem fogadta lelkesen ezt a pszichodrámát. A bemutató óta eltelt évtizedek alatt azonban a mű Hitchcock egyik legfontosabb és legnépszerűbb alkotásává vált.
A technikai trükkök, például a szimultán használat, gumiobjektíves közeli és hátrakocsizás, mint Stewart szédülésének kifejezése, bekerültek az ismert fogások közé. Hitchcock a fahrt és a zoom egyidejű alkalmazásával mutatja be egy makettlépcsőház segítségével a tériszony érzetét a filmvásznon.

## Cselekménye
John „Scottie” Ferguson San Franciscó-i zsaru, aki a prológus szerint azért lépett ki a rendőrség kötelékéből, mert a magasságtól való rettegése miatt nem tudta megmenteni társa életét. Alkalmanként magánnyomozóként dolgozik. Régi barátja, Gavin Elster megbízza, hogy figyelje a feleségét: Madeleine egy titokzatos, hideg szőke nő, aki Elster elmondása szerint megszállottja lett annak, hogy felmenője, Carlotta Valdez a 19. században fulladásos halált halt. A nő minden napját egy múzeumban tölti, Carlotta arcképének bámulásával. Scottie autóval követi és megfigyeli a nőt.
A film első fele kísértethistória: Scottie-t egyre jobban vonzza a neurotikus nő és az a feltevés, hogy Madeleine a portrén megfestett nő reinkarnációja, és szintén meg fog halni. Amikor Madeleine Scottie szeme láttára a San Francisco-öbölbe veti magát, a férfi kimenti, és személyesen is megismerkednek egymással. Scottie hamar beleszeret Madeleine-be. A nő ugyan látszólag viszonozza érzelmeit, de Carlotta „vonzása” erősebb, és végül Madeleine leveti magát egy templomtoronyból. A férfi most ismét összeomlik, hiszen tériszonya miatt nem tudta megmenteni a nőt. Scottie egy időre elmegyógyintézetbe kerül.
A film hirtelen feszültebb lesz, amikor a férfi véletlenül összetalálkozik Judy Bartonnal, egy barna hajú eladólánnyal, akinek arcvonásai a halott Madeleine-re emlékeztetik. Kapcsolatba kerülnek egymással. Scottie lassan, fokozatosan Madeleine-né változtatja Judyt. Megpróbálja kikényszeríteni elveszett szerelmének újjászületését azzal, hogy manipulálja a lányt: átfesteti a haját, megváltoztatja az öltözködését, amíg Judy teljesen át nem alakul Madeleine-né. A nő csendben tűri Scottie furcsa kéréseit, s engedelmeskedik neki. A férfi még a nyilvánvaló jelekből sem jön rá a csalásra. Amikor azonban Judy magára ölti a medált, amit Carlotta hordott a festményen, Scottie rádöbben a keserű igazságra.

## Szereplők
| Szereplő                       | Színész            | Magyar hang                                                     | Magyar hang                |
| Szereplő                       | Színész            | 1. szereposztás (1985)                                          | 2. szereposztás (1999)     |
| ------------------------------ | ------------------ | --------------------------------------------------------------- | -------------------------- |
| John "Scottie" Ferguson        | James Stewart      | Fülöp Zsigmond                                                  | Szakácsi Sándor            |
| Madeleine Elster / Judy Barton | Kim Novak          | Fehér Anna                                                      | Tóth Ildikó                |
| Marjorie "Midge" Wood          | Barbara Bel Geddes | Menszátor Magdolna                                              | Csere Ágnes                |
| Gavin Elster                   | Tom Helmore        | Tolnai Miklós                                                   | Szokolay Ottó              |
| Halottkém                      | Henry Jones        | Versényi László                                                 | Balázsi Gyula              |
| Hoteltulajdonos                | Ellen Corby        | Feleki Sári                                                     | Kassai Ilona               |
| Pop Libel                      | Konstantin Shayne  | Gera Zoltán                                                     | Versényi László            |
| Scottie orvosa                 | Raymond Bailey     | Füzessy Ottó                                                    | ?                          |
| További szereplők              | –                  | Gyimesi Pálma Földessy Margit Magda Gabi Móni Ottó Surányi Imre | Bessenyei Emma Némedi Mari |

## Díjak, jelölések
Oscar-díj (1959)
- jelölés: legjobb látványtervező
- jelölés: legjobb hang

1998-ban az Amerikai Filmintézet a 61. helyre sorolta a filmet 100 év 100 film című listáján.
2012-ben a Sight & Sound nevű szakfolyóirat által megkérdezett kritikusok a filmtörténet legjobb filmjévé választották.